# Villa Guerrero, México
Villa Guerrero là một đô thị thuộc bang México, México. Năm 2005, dân số của đô thị này là 52090 người.